# Botia macrolineata
Botia macrolineata är en fiskart som beskrevs av Teugels, De Vos och Snoeks, 1986. Botia macrolineata ingår i släktet Botia och familjen nissögefiskar. Inga underarter finns listade.